# Гунька Павло Васильович
Павло́ Гу́нька (7 квітня 1959, Ковентрі, Велика Британія) — британський оперний і камерний співак українського походження. Doctor Honoris Causa Львівської національної музичної академії імені Миколи Лисенка.

## Життєпис
Павло Гунька народився у Великій Британії, в сім'ї українця з села Мужилів на Тернопільщині. Під час Другої світової війни батька забрали на роботу до Німеччини, а потім ув'язнили в концтаборі Заксенгаузен, де він перебував з 1942 по 1945 рік. Після війни він опинився в Ковентрі (Західний Мідленд), де понад 40 років працював на заводі, що виробляв автомобілі «Ягуар». Уже в Англії він одружився з англійкою, яка полюбила українську культуру, декламувала вірші Тараса Шевченка і навіть керувала церковним хором у місцевій українській греко-католицькій церкві.
Павло Гунька ще малим хлопцем, коли мав 9 років, співав у церковному хорі «Верховина», а з 15-ти років уже керував ним, у той же час вчився на дяка, але ним не став.
Навчався на філології в університетах в Манчестері (Англія), в Меці (Франція) та в Барселоні (Іспанія), де вивчав французьку та іспанську мови. Тепер це йому пригодилося, Павло Гунька вільно розмовляє та співає на сімох мовах. Потім вивчав право і після закінчення навчання протягом 4 років працював адвокатом, але в 1988 році, у віці 28 років, сказав батькові, що «мусить іти співати». Після здобуття музичної освіти в Королівському північному музичному коледжі в Манчестері продовжив своє навчання у Швейцарії, де вже в ролі соліста опери в Базелі він продовжив вдосконалювати свій спів під керівництвом камерної співачки Марії Сандулеску. Саме в цьому місті молодого співака помітили, його почули видатні диригенти і почали запрошувати на роботу.
У 1995 році виконання твору Бетховена «Фіделіо» на фестивалі в Австрії, який транслювали не тільки по всій Європі, а й навіть у Японії, приніс Павлові Гуньці світове визнання. Почувши спів Павла Гуньки, диригент і генеральний директор канадської оперної компанії Річард Бредшоу запросив його до Торонто, де на оперній сцені цього міста ще більше розкрився його талант виконавця.
Нині у репертуарі Павла Гунька понад 30 партій для бас-баритону на 7 мовах з опер європейського та світового мистецтва. Протягом останніх 27 років, він співав у найпрестижніших оперних театрах світу — у Парижі, Відні, Мюнхені, Києві, Флоренції, Амстердамі, Мадриді, Москві, Лондоні, Зальцбурзі, Римі, Берліні, Торонто, під керівництвом таких видатних диригентів як Клаудіо Аббадо, Джефрі Тейт, Семен Бичков, Зубін Мета, Петер Шнайдер, Марк Віґлсворт, Сер Саймон Ретл, Сер Марк Елдер , Даніель Баренбойм, Еса-Пекка Салонен, Кирило Петренко та Казуші Оно.
Серед найголовніших ролей, які співав Павло Гунька, можна виділити партію Дон Пізаро в опері «Фіделіо» в Мюнхені та Віденській державній опері, роль Воцека на Флорентійському музичному травневому фестивалі та в Німецькій державній опері в Берліні, ста́рець Шігольх у опері «Лулу» в Брюсселі та Мюнхені, партію Макбета в Берліні, Фальстафа в канадській опері, Томський у «Піковій дамі» у Королівському театрі в Мадриді, Клінгзора в опері «Парсіфаль» і Гундінґа в опері «Валькірія» у Великому театрі в Москві, Альберіха в опері «Зигфрід» у Ліоні, Некроцар у опері «Великий жах» в Брюсселі, генерал у опері Прокоф'єва «Гравець» в Амстердамі, Сімон у «Флорентійській трагедії» Олександра Цемлінського у Женеві, Борис в «Макбет» в Лондоні. Сьогодні Павло Гунька має у своєму репертуарі більше 80-ти оперних ролей і сотні мистецьких пісень камерного репертуару, що робить досвід цього великого співака неоціненним.
Ще змолоду, батько Павла подарував йому збірку пісень для голосу і фортепіано Кирила Стеценка, які глибоко запали у душу митцеві. Під час гастролей у Мюнхенській Опері, Павло Гунька познайомився з професором Леонідом Рудницьким, ректором Українського вільного університету. Він зрозумів, що може допомогти Україні тим, що на Заході буде популяризувати українську професійну музику не тільки в українському середовищі.

## Проект «Українські мистецькі пісні»
Особливе місце у репертуарі Павла Гунька займає українська пісня для голосу у супроводі фортепіано або оркестру, літературно-музичний жанр, якому він дав назву «Українські мистецькі пісні». Пісні Франца Шуберта «Gretchen am Spinnrade [Архівовано 22 травня 2019 у Wayback Machine.]» (1814) та «Der Erlkönig [Архівовано 26 вересня 2019 у Wayback Machine.]» (1815) започаткували мистецьку пісню, як поетично-музичну форму. У Німеччині такі пісні називали нім. Kunstlied, їх писали Роберт Шуман, Йоганнес Брамс і Гуго Вольф. У Франції їх називали фр. Mélodie, ними захопилися Габрієль Форе, Жуль Массне і Клод Дебюссі. Англійською їх називають англ. Art song.
Уже 35 років Павло Гунька присвячує їм більшу частину часу, що залишається від виступів на найкращих оперних сценах світу. Він заснував проект «Українські мистецькі пісні» (ПУМП) (Ukrainian Art Songs Project [Архівовано 20 жовтня 2017 у Wayback Machine.]), метою якого є пошуки та вивчення нот пісень та їх перевидавання, виконування цих пісень на концертах та випуск студійних записів понад 1000 «мистецьких пісень» щонайменше 26-ти українських композиторів на компакт-дисках. Проект реалізується в Канаді спільно з Українсько-канадським товариством любителів класичного мистецтва. Робота над цим проектом розпочалася ще у 2004 році. Одночасно створюється «світова бібліотека» повного зібрання нотних джерел (клавірів, оригінальних текстів з латинською транслітерацією, перекладів, електронного відтворення пісень з можливостями вибору тональності) українських «мистецьких пісень».
На даний час видано уже 5 книг-альбомів на 17 компакт-дисках з піснями сімох українських композиторів на слова Тараса Шевченка та інших українських поетів.
Як стверджує Павло Гунька — відомо про близько 1400 класичних українських пісень. За кількістю відомих мистецьких пісень класичної музики українці на другому місці після німців.

### Альбоми проекту «Українські мистецькі пісні»
1. «Галичани I. Денис Січинський, Станіслав Людкевич, Стефанія Туркевич, Василь Барвінський» / (Galicians I [Архівовано 7 грудня 2017 у Wayback Machine.], 6 компакт-дисків, CDs, 82 твори).
2. «Микола Лисенко» / (Mykola Lysenko [Архівовано 7 грудня 2017 у Wayback Machine.], 6 CDs, 124 твори, 2010).
3. «Кирило Стеценко» / (Kyrylo Stetsenko [Архівовано 7 грудня 2017 у Wayback Machine.], 2 CDs, 42 твори).
4. «Яків Степовий» / (Yakiv Stepovyi [Архівовано 22 листопада 2017 у Wayback Machine.], 2 CDs, 55 творів, 2010).
5. «Тарас Шевченко» / (Taras Shevchenko [Архівовано 7 грудня 2017 у Wayback Machine.], 1 CDs).
6. «Галичани II. Остап Нижанківський, Нестор Нижанківський, Ярослав Лопатинський, Мирослав Волинський / (Galicians II [Архівовано 4 грудня 2018 у Wayback Machine.], 5 компакт-дисків, CDs, 81 твір).

### Музиканти-виконавці
Записування музики відбувається в найкращій студії звукозапису Торонто — «Студії Глена Гульда» [Архівовано 11 грудня 2017 у Wayback Machine.]. Пісні крім Павла Гуньки виконують відомі канадські співаки неукраїнського походження, Моніка Вічер, Ізабель Байракдарян (сопрано), Христина Шабо, Алісон МакГарді (мецо-сопрано), Елізабет Турнбул (контральто), Расел Браун, Брет Полегато (баритони), Бенджамін Батерфілд, Майкл Колвін (тенори), Роберт Гледоу (бас). А також музиканти-інструменталісти — піаністи Альберт Крайволт (головний концертмейстер Опери Торонто), Мія Бах, Серой Краджян, віолончеліст Роман Борис, флейтист Дуглас Стюарт.

### Концертні виступи
У 2016 році Павло Гунька разом із німецько-британським піаністом Річардом Вайлдсом виступили в Україні з концертною програмою «Шевченко і Шекспір. Мрії, Прагнення, Відчай». На концертах 5 червня у Лисенковому залі Національної філармонії України та 9 червня в концертному залі ім. Станіслава Людкевича Львівської філармонії прозвучали камерно-вокальні твори Миколи Лисенка, Якова Степового, Стефанії Туркевич на поезію Тараса Шевченка та цикл «12 сонетів Вільяма Шекспіра» композитора Олександра Яковчука.
19 серпня 2018 року в Торонто у театрі Темерті Королівської консерваторії музики відбувся концерт з «Українських мистецьких пісень» у виконанні вісьмох північноамериканських вокалістів [Архівовано 4 грудня 2018 у Wayback Machine.] у супроводі піаністів Альберта Крайволта та Роберта Кортгарда. Виконувалися твори українських галицьких композиторів: Остапа та Нестора Ніжанківських, Мирослава Волинського та Ярослава Лопатинського. Концерт супроводжувався розповіддю художнього керівника проекту, всесвітньо відомого бас-баритона Павла Гуньки.
14 листопада 2018 року в Торонто у «Галереї 345» відбувся концерт з «Українських мистецьких пісень» у виконанні Андреї Людвіг (меццо сопрано), Катерини Хартової (сопрано), Аріани Мередит (меццо сопрано),  Оленьки Сливінської (меццо сопрано) у супроводі Альберта Крайволта (фортепіаніно).

## Хор «Булава»
В Англії у 2001 році Павло Гунька створив український хор «Булава». Хор виконує українські народні, класичні та релігійні твори. Крім українських англійців у хорі співають 13 англійських співаків, які зовсім не розмовляють українською мовою. Перша програма хору «Козаки» була реалізована у співпраці з акторами Королівського Шекспірівського театру. Друга програма «Мазепа» побудована на однойменній поемі Байрона.
Хор «Булава» об’їздив з українською піснею весь світ, але тільки у 2014 році вперше завітав до України. На свято Вербної неділі, хор прибув до Києва, де співав літургію у Патріаршому соборі Воскресіння Христового і дав концерт присвячений 200-річчю Кобзаря. Студенти консерваторії з Манчестера виконали 13 музичних творів на слова Тараса Шевченка, зокрема: «Садок Вишневий», «Заповіт», «Реве та стогне Дніпр широкий».

## Особисте життя
Своїм успіхом Павло Гунька в значній мірі завдячує своїй дружині Ларисі, яка відвідує репетиції та вистави свого чоловіка, дає поради та створює домашній затишок скрізь, куди б вони не їхали. Павло Гунька одружений з українкою Ларисою, батьки якої походять з України, батько також з Тернопільщини, а мама зі Стрийщини. Дружина є координаційним редактором книжок до компакт-дисків кожного альбому, які видані чотирма мовами: українською, англійською, німецькою, французькою.